# Пороховщиков, Александр Шалвович
Алекса́ндр Ша́лвович Пороховщико́в (31 января 1939, Москва — 15 апреля 2012, Москва) — советский и российский актёр театра и кино, кинорежиссёр, сценарист. Народный артист Российской Федерации (1994).

## Биография
Родился 31 января 1939 года в Москве в семье Галины Александровны Пороховщиковой (22 февраля 1921 — 12 сентября 1997) и Шалвы Амбековича Барабадзе (1916—1977).
Прадедом Пороховщикова по материнской линии был Александр Пороховщиков (1833—1918) — дворянин, предприниматель, создатель и владелец ресторана «Славянский базар»; как архитектор и меценат участвовал в сооружении храма Христа Спасителя. Его дочь от первого брака с В. А. Приклонской, Ольга Александровна (1857—1922) — мать Алексия I. Дед, тоже Александр Пороховщиков (1892—1941), был инженером-изобретателем и авиаконструктором, являлся создателем первого в России танка.
Мать была студенткой ГИТИСа, отец учился в медицинском институте и был начинающим хирургом. Сам Пороховщиков в различных интервью всегда рассказывал, что отец ушёл из семьи в 1941 году, испугавшись ареста, когда репрессировали отца Галины Александра. Двоюродный брат актёра Виталий Барабадзе, однако, после его смерти рассказал другую версию: Шалва не бросал семью, а в 1941 году ушёл добровольцем на фронт, где его назначили начальником санитарной службы мотострелковой дивизии. На фронте он получил тяжёлое ранение в голову, но всё равно вернулся на фронт начальником эвакогоспиталя и прошёл всю войну (получив орден Красной Звезды и многочисленные боевые награды). Но когда Шалва вернулся с фронта к жене, то обнаружил, что Галина живёт с другим мужчиной — военным архитектором Михаилом Дудиным (1910—2003), и в итоге они развелись. Со слов Виталия, Галина старательно натравливала сына против Шалвы и пресекала все их попытки увидеться, вследствие чего на протяжении всей жизни Пороховщиков категорически отказывался поддерживать какие-либо связи и отношения с родственниками со стороны отца.
Друг семьи, Михаил Вяткин, после смерти актёра заявил, что Галина заявляла ему, что Шалва Барабадзе не является биологическим отцом Александра, но имени настоящего так никогда и не назвала. Тем не менее, когда Виталий Барабадзе пришёл к нему на похороны, то многие СМИ отметили, что он и Александр внешне очень похожи. По словам двоюродной сестры Пороховщикова Аллы Дмитриевой, настоящим отцом Александра является Шота Шанидзе.
Галина вышла замуж за Дудина, и тот усыновил Александра. Хотя Александр знал, что Дудин ему не родной отец, он его очень любил, тем не менее, уже будучи взрослым, он поменял свою фамилию на девичью фамилию матери.
В 1946 году семья Пороховщиковых переехала в Магнитогорск, в 1953 году — в Челябинск, где в 1957 году А. Ш. Пороховщиков окончил школу. В 1957—1960 годах учился в Челябинском медицинском институте, прервал учёбу из-за переезда семьи в Москву. Тренировался в секции бокса, выступал на соревнованиях, провёл 20 боёв, имел взрослый разряд по боксу.
С 1960 по 1966 годы работал мебельщиком-реквизитором в Театре им. Вахтангова. В 1961 году Александр Пороховщиков окончил актёрский факультет при Всероссийском театральном обществе; в 1966 — вечернее отделение Театрального училища им. Б. В. Щукина и в том же году был принят в труппу Московского театра Сатиры. В 1971 году перешёл в Театр на Таганке; с 1981 года был актёром Московского театра им. Пушкина.
В кино дебютировал в 1966 году (по другим данным, в 1967 году) — в кинофильме «Поиск» он сыграл не очень большую роль скульптора.
В 1989 году основал одну из первых в СССР частных киностудий «ТЭМ „Родина“» (Творческая экспериментальная мастерская «Родина»), на базе которой совместно с киностудией «Ленинтерфильм» снял автобиографический полнометражный художественный фильм об истории своей семьи — «Цензуру к памяти не допускаю», в котором выступил как автор сценария (вторая премия за лучший сценарий 1990 г. на киностудии «Ленфильм»), режиссёр и исполнитель главной роли.
С 1998 года преподавал актёрское мастерство в ГИТИСе, был художественным руководителем курса.
Болел за московский футбольный клуб ЦСКА.

## Личная жизнь
Жена — Ирина Валерьевна Жукова (1962—2012); внучатая племянница Георгия Жукова. 10 марта 2012 года на 50-м году жизни совершила самоубийство.

### Болезнь и смерть

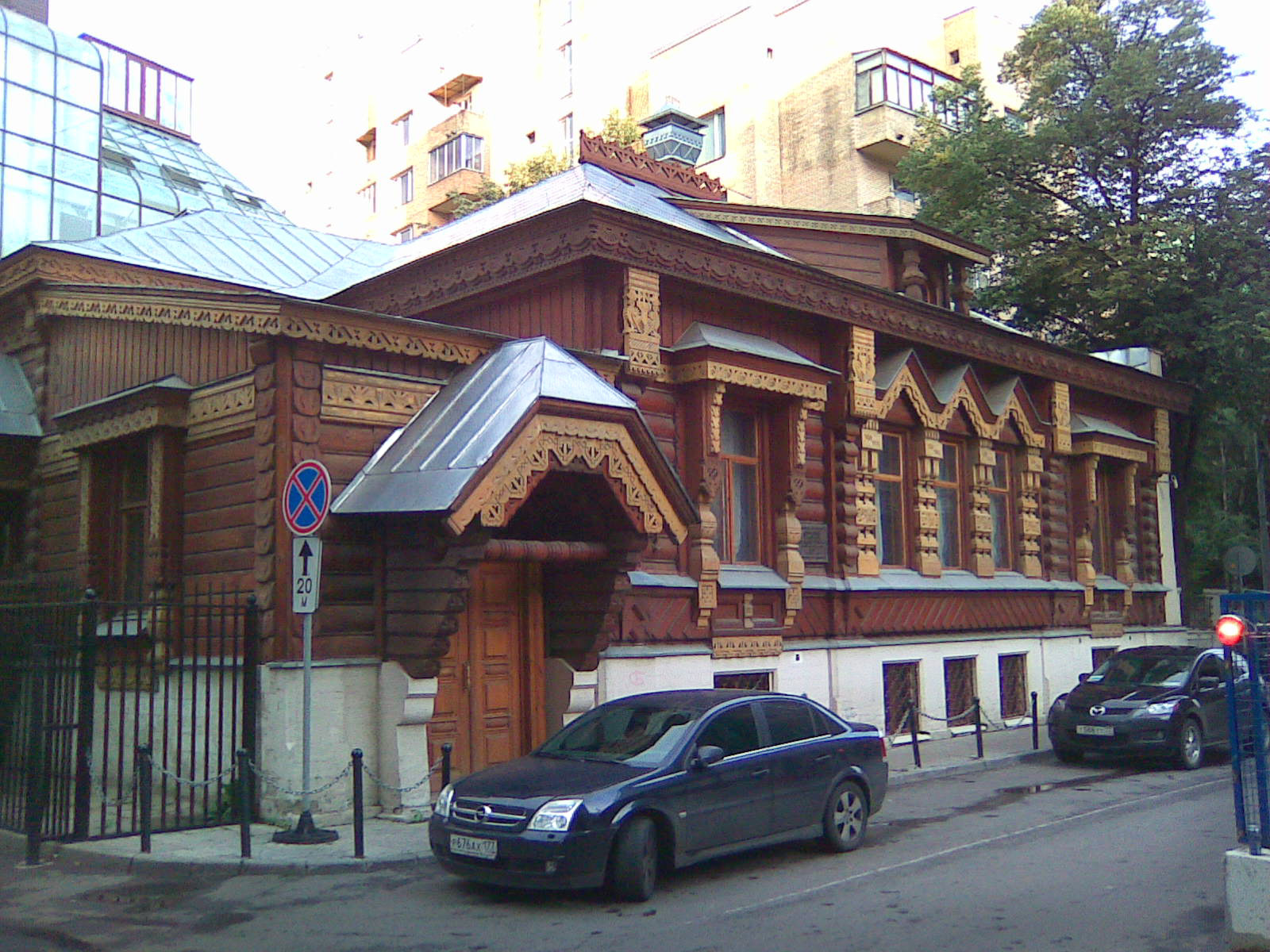
Дом Пороховщикова. Староконюшенный переулок, 36.

23 января 2012 года супруга артиста заявила в прямом эфире РЕН-ТВ, что её муж ушёл из дома тремя днями ранее и никакой информации с тех пор о нём не поступало. Александра Пороховщикова нашли утром, 24 января, на даче; актёр признался, что решил уехать за город для того, чтобы отдохнуть от работы.
В марте 2012, по сообщениям СМИ, Пороховщиков перенёс инсульт, в результате чего временно лишился речи. Незадолго до того ему частично ампутировали стопу в результате операции, связанной с осложнениями на фоне сахарного диабета. Кроме того, Пороховщиков несколько дней болел гриппом и жаловался на боли в сердце. Ухудшения состояния здоровья актёра медики связывали с его переживаниями по поводу судебной тяжбы с родственниками из-за собственности на квартиру. 7 марта лечащие врачи заявили о том, что диагноз инсульт не подтвердился; Пороховщиков был переведён в неврологическое отделение. 10 марта супруга актёра Ирина по официальной версии повесилась у себя в особняке в Староконюшенном переулке после известия из больницы о том, что мужу стало хуже. Версия доведения до самоубийства следственными органами не отрабатывалась. Сам актёр до самой смерти не знал о самоубийстве жены.
В ночь на 15 апреля 2012 года в Москве на 74-м году жизни Пороховщиков скончался в московской больнице. Причиной смерти стала болезнь сердца, вызванная сахарным диабетом. Врачи назвали причину смерти актёра — внезапная остановка сердца.
Похоронен 18 апреля 2012 года в селе Рождествено Мытищинского района Московской области, рядом с матерью и отчимом.
Поскольку наследницей Пороховщикова по завещанию была его жена, которая скончалась раньше него, а никаких наследников первой очереди у него не осталось, всё имущество актёра (дача, две квартиры и машины) унаследовал его якобы единокровный брат Шалва Барабадзе-младший, живший в Грузии (хотя оба знали о существовании друг друга, лично они никогда не встречались). Особняк Пороховщикова в Староконюшенном переулке находится в собственности города Москвы, актёр его арендовал. Продажей имущества актера занимался Вахтанг Барабадзе, сын Шалвы Барабадзе. Впоследствии было установлено, что отцом Пороховщикова был другой человек: ДНК-тест Вахтангом Барабадзе подтвердил отсутствие родства с Пороховщиковым, однако на дело о наследстве это не повлияло. Вахтанг Барабадзе воевал на стороне ВСУ и в 2023 году погиб в зоне боевых действий на окраине Бахмута.

## Творчество

### Театральные работы
Театр Сатиры
- 1959 — «Волшебные кольца Альманзора» Тамары Габбе; Режиссёр: О. П. Солюс — пират Ахмет (ввод в спектакль)
- 1964 — «Женский монастырь» В. А. Дыховичного и М. Р. Слободского; режиссёр В. Н. Плучек — Наташин, журналист (ввод в спектакль)
- 1964 — «Ложь для узкого круга» А. Д. Салынского, постановка Г. П. Менглета — Максим Минаев (ввод в спектакль)
- 1966 — «Дон Жуан, или любовь к геометрии» М. Фриша. Режиссёр: Валентин Плучек
- 1967 — «Доходное место» А. Н. Островского; режиссёр М. Захаров — Белогубов
- 1968 — «Банкет» А. Арканова и Г. И. Горина; режиссёр М. Захаров — Председатель райисполкома

Театр на Таганке
- «Перекрёсток» по В.Быкову;
- «Круглянский мост» — Бритвин
- «Гамлет» У. Шекспира; режиссёр Ю. Любимов — Клавдий

Театр им. Пушкина
- «Закон вечности» по роману Н. Думбадзе — Бачана Рамишвили
- «Оптимистическая трагедия» Вс. Вишневского; режиссёр А. Н. Говорухо — Вожак
- «Кафедра»; режиссёр Л. С. Танюк — Брызгалов
- «Я — женщина»; режиссёр Б. Морозов — Владимир Петрович
- «Луна в форточке»; режиссёр Б. Морозов — Секретарь Египетской мумии
- «Крик»; режиссёр Ю. И. Ерёмин — Бобков
- «Разбитое счастье» по пьесе А. Н. Островского «Светит, да не греет»; режиссёр Ю.Ерёмин — Залешин
- «Ревизор» Н. Гоголя; режиссёр Ю. Ерёмин — Городничий
- «Саранча» Б. Срблянович; режиссёр Р. Козак — Г-н Йович

### Работы на телевидении
- 1969 — Солдаты в синих шинелях (телевизионный спектакль) — Ковров
- 1971 — Когда море смеётся (телевизионный спектакль) — комендант
- 1971 — Офицер флота (телевизионный спектакль) — Кондратьев
- 1986 — Белая лошадь — горе не моё (телевизионный спектакль) — Яков Львович

### Актёрские работы в кино
| Год       |     | Название                                                  | Роль                                                                      |
| --------- | --- | --------------------------------------------------------- | ------------------------------------------------------------------------- |
| 1967      | ф   | Поиск                                                     | Василь                                                                    |
| 1967      | кор | И эти губы, и глаза зелёные…                              | Ли                                                                        |
| 1968      | ф   | Крах                                                      | Бенито Муссолини                                                          |
| 1969      | ф   | Гори, гори, моя звезда                                    | белогвардейский офицер                                                    |
| 1970      | ф   | Случай с Полыниным                                        | англичанин                                                                |
| 1970      | кор | Спокойный день в конце войны                              | немецкий солдат                                                           |
| 1972      | ф   | Бой после победы                                          | Рудольф Баум, немецкий офицер                                             |
| 1973      | ф   | Ринг                                                      | Пётр Исаев, майор милиции                                                 |
| 1974      | ф   | Свой среди чужих, чужой среди своих                       | председатель ЧК Николай Кунгуров (озвучил Игорь Кваша)                    |
| 1975      | ф   | Бриллианты для диктатуры пролетариата                     | Осип Шелехес                                                              |
| 1975      | ф   | Звезда пленительного счастья                              | Павел Иванович Пестель                                                    |
| 1975      | ф   | Капитан Немо                                              | капитан Фарагут                                                           |
| 1975      | ф   | Ярослав Домбровский                                       | Мозаев                                                                    |
| 1976      | ф   | Огненное детство                                          | капитан                                                                   |
| 1976      | ф   | Вы мне писали…                                            | Виктор, врач                                                              |
| 1976      | ф   | Заслон (технический фильм Киноотдела МВД СССР)            | Леонов, майор милиции                                                     |
| 1977      | ф   | Ералашный рейс                                            | следователь                                                               |
| 1977      | ф   | Талант                                                    | Михаил Михайлович Ладошников, авиаконструктор                             |
| 1978      | ф   | И ты увидишь небо                                         | Николай Петрович Каманин                                                  |
| 1978      | ф   | Поговорим, брат…                                          | Новиков, белогвардейский полковник                                        |
| 1978      | ф   | Стратегия риска                                           | Игорь, геолог                                                             |
| 1978      | ф   | Особых примет нет                                         | Борис Викторович Савинков                                                 |
| 1978      | ф   | Человек, которому везло                                   | Торкин                                                                    |
| 1979      | ф   | Ищи ветра…                                                | белоказачий офицер                                                        |
| 1979      | ф   | Город принял                                              | Анатолий Скуратов, следователь                                            |
| 1979      | ф   | С любимыми не расставайтесь                               | Никулин                                                                   |
| 1979      | ф   | Выгодный контракт                                         | Разгонов, майор КГБ                                                       |
| 1979      | ф   | Железные игры                                             | Николай Басаргин, известный штангист                                      |
| 1979      | ф   | Семейный круг                                             | Вадим Иванович Сомов, инженер-испытатель автомобилей                      |
| 1980      | ф   | Крах операции «Террор»                                    | Борис Викторович Савинков                                                 |
| 1980      | ф   | Тростинка на ветру                                        | Виссарион Аркадьевич                                                      |
| 1980      | ф   | Главный конструктор                                       | Мальцев                                                                   |
| 1981      | ф   | Два долгих гудка в тумане                                 | Андрей Исаев, московский литератор                                        |
| 1982      | ф   | Наследница по прямой                                      | отец Жени                                                                 |
| 1982      | ф   | Избранные                                                 | Линдинг, нацистский вербовщик                                             |
| 1983      | ф   | Лунная радуга                                             | Бак                                                                       |
| 1983      | ф   | Возвращение с орбиты                                      | Алексей Евгеньевич Свиридов, генерал-майор                                |
| 1984      | ф   | Завещание профессора Доуэля                               | Гульд                                                                     |
| 1984      | ф   | Пока не выпал снег…                                       | Михаил Львович                                                            |
| 1984      | ф   | Канкан в английском парке                                 | Юрий Синишин                                                              |
| 1985      | ф   | На крутизне                                               | атаман Волыне́ц                                                            |
| 1986      | ф   | Тайны мадам Вонг                                          | снимался                                                                  |
| 1986      | ф   | Первоцвет                                                 | скульптор                                                                 |
| 1988      | ф   | 86400 секунд работы дежурной части милиции                | Марков, полковник милиции, начальник УВД                                  |
| 1988      | ф   | Белые вороны                                              | Пётр Николаевич, секретарь горкома                                        |
| 1988      | ф   | Европа танцевала вальс                                    | Сазонов, министр иностранных дел                                          |
| 1988      | ф   | Фуга                                                      | камео                                                                     |
| 1988      | ф   | Этот фантастический мир. 14-й выпуск, «Умение кидать мяч» | Крупин, учёный                                                            |
| 1989      | ф   | Следствие ведут ЗнаТоКи. Мафия                            | Олег Иванович Коваль, главарь наркомафии                                  |
| 1990      | ф   | Битва трёх королей (СССР, Марокко, Испания, Италия)       | консул Франции в Алжире                                                   |
| 1990      | ф   | Всё впереди                                               | Аркадий, совпред во Франции                                               |
| 1990      | ф   | Живая мишень                                              | полковник областного отдела милиции следователь Колобов Тихон Николаевич  |
| 1991      | ф   | Цензуру к памяти не допускаю                              | Александр Михайлович Самохин                                              |
| 1992      | ф   | Тридцатого уничтожить!                                    | Григорий Маркович, глава мафии                                            |
| 1994      | ф   | Хаги-Траггер                                              | Антон Дмитриевич, генерал милиции (озвучил Рогволд Суховерко)             |
| 1994      | ф   | Войцек / Woyzeck (Венгрия)                                | капитан                                                                   |
| 1997      | ф   | Мытарь                                                    | Потоцкий                                                                  |
| 1999      | ф   | Ворошиловский стрелок                                     | Николай Петрович Пашутин, полковник милиции                               |
| 1999      | ф   | Женщин обижать не рекомендуется                           | Шахов                                                                     |
| 2000      | ф   | Право на выбор                                            | Стас                                                                      |
| 1999—2001 | с   | День рождения Буржуя (Россия, Украина)                    | Борис Русланович                                                          |
| 2000      | с   | Империя под ударом                                        | московский губернатор Владимир Фёдорович Джунковский                      |
| 2000      | с   | Чёрная комната                                            | Евгений Николаевич                                                        |
| 2001      | ф   | Под Полярной звездой                                      | Богомяков                                                                 |
| 2000—2001 | с   | Дальнобойщики                                             | коллекционер                                                              |
| 2002      | ф   | Следствие ведут ЗнаТоКи. Третейский судья                 | Максим Алексеевич Янов                                                    |
| 2002      | ф   | Удар Лотоса 2: Сладкая горечь полыни                      | генерал Пелевин                                                           |
| 2002      | ф   | Наследник                                                 | Иона Петрович                                                             |
| 2003      | ф   | Игра в модерн                                             | генерал Палицын                                                           |
| 2003      | с   | Тайный знак. Часть 2. «Возвращение хозяина»               | Скорик, губернатор                                                        |
| 2004—2008 | с   | Шпионские игры                                            | Максим Витальевич Соколовский, генерал-полковник ГРУ                      |
| 2003—2005 | с   | Даша Васильева. Любительница частного сыска (2-4 сезоны)  | Сыромятников                                                              |
| 2004      | с   | Слепой                                                    | Пётр Павлович Кречетов, генерал ФСБ                                       |
| 2004      | ф   | Чердачная история                                         | Федулов, правительственный чиновник                                       |
| 2005      | с   | Авантюристка                                              | Валерий Ходасевич, генерал спецслужб в отставке                           |
| 2005      | ф   | Небесная жизнь                                            | генеральный конструктор                                                   |
| 2005      | с   | Происки любви                                             | промышленный магнат                                                       |
| 2005      | кор | Рождественские истории                                    | Имя персонажа не указано                                                  |
| 2005      | с   | Сыщики районного масштаба                                 | Имя персонажа не указано                                                  |
| 2006—2007 | с   | Кадетство                                                 | генерал-майор Леонид Вячеславович Матвеев, начальник суворовского училища |
| 2007      | ф   | Софи                                                      | Иван Митрофанович, старый князь                                           |
| 2008      | ф   | Белая медведица                                           | Андрей Андреевич Платошин                                                 |
| 2008      | с   | Я вернусь                                                 | Василий Растопчин                                                         |
| 2008      | ф   | Право на Надежду (Украина)                                | Вадим Сергеевич                                                           |
| 2009      | с   | Исаев                                                     | генерал В. М. Молчанов                                                    |
| 2009      | с   | Генеральская внучка                                       | генерал Василий Фёдорович Старков                                         |
| 2009      | с   | Блудные дети (Россия, Украина)                            | Андрей Феликсович Мамонтов, хозяин сети супермаркетов                     |
| 2009      | ф   | День зависимости (Украина)                                | Карасёв, высокопоставленный чиновник                                      |
| 2010      | ф   | Когда цветёт сирень                                       | Владимир Петрович Родионов, хирург                                        |
| 2010      | с   | Естественный отбор                                        | Егор Иванович Дьяков («Инквизитор»), генерал ФСБ                          |
| 2011      | с   | Девичья охота                                             | Фёдор Раевский                                                            |
| 2011      | с   | Крутые берега                                             | Иван Субботин                                                             |
| 2012      | с   | Ледников                                                  | Аристарх Ледников, генерал в отставке                                     |

### Режиссёрские работы в кино
- 1987 — 9 мая (короткометражка)
- 1991 — Цензуру к памяти не допускаю
- 2002 — Удар Лотоса 2: Сладкая горечь полыни

### Сценарные работы в кино
- 1991 — Цензуру к памяти не допускаю

## Награды и звания
- Заслуженный артист РСФСР (20 февраля 1987)
- Народный артист Российской Федерации (29 декабря 1994) — за заслуги в области искусства
- Член Союза кинематографистов России[19][20];
- Почётная грамота Президиума Верховной Рады Автономной Республики Крым (19 сентября 2008) — за значительный вклад в развитие международных культурных связей, активное участие в организации и проведении Международного телекинофорума «Вместе»[21];
- 23 февраля 1978 награждён медалью 60 лет Вооружённых Сил СССР;
- 23 февраля 1988 награждён медалью 70 лет Вооружённых Сил СССР.
- за фильм «Цензуру к памяти не допускаю»:

- в 1993 — главный приз «Золотой парус» на кинофестивале российского кино в Сен-Рафаэле (Франция);
- в 1999 — награда международного кинофестиваля «Бригантина» в номинации «Лучший фильм»;
- в 2008 — специальный приз имени поэта Александра Твардовского за режиссёрскую работу на Всероссийском кинофестивале актёров-режиссёров «Золотой феникс»;

- в 2000 — награда международного кинофестиваля «Бригантина» в номинации «Лучшая мужская роль второго плана» за фильм «Ворошиловский стрелок»[25][26]

## Фильмы о Пороховщикове
- Документальный фильм «Пойми и прости…». 1-й канал, реж. Константин Мурашов.
- Документальный фильм «Александр Пороховщиков. Чужой среди своих…». ТВ-Центр, реж. Геннадий Навныко.
- Программа о А. Ш. Пороховщикове: Т/к Звезда

Последний день с Б.Щербаковым. 1.03.2017

## Политическая деятельность
На выборах в Госдуму 1995 года Александр Пороховщиков шёл третьим в общефедеральный списке Партии самоуправления трудящихся Святослава Фёдорова. По итогам выборов партия не преодолела 5 % барьер и не прошла в госдуму.